# Defekt
| Recensione | Giudizio |
| ---------- | -------- |
| AllMusic   |          |

Defekt (ted. Difetto) è il terzo album del gruppo tedesco OOMPH!. La copertina ritrae il volto di Dero, sulla cui fronte è impresso un timbro contenente il nome dell'album.

## Tracce
1. Hate Sweet Hate – 5:35
2. Ice-Coffin – 4:55
3. Willst Du Hoffnung? – 5:03
4. Hello My Name Is Cancer – 3:51
5. Zeitweilig incontinent – 2:01
6. Hast Du geglaubt? – 4:33
7. Come And Kick Me – 6:24
8. Turn The Knife – 4:57
9. Decubitus vulgaris – 2:08
10. Mitten ins Herz – 5:05
11. Your Love Is Killing Me – 4:04
12. Defekt – 10:21